# Sujeonggwa
El sujeonggwa es ponche de fruta tradicional coreano. Se elabora con caquis secos, canela y jengibre, y a menudo se adereza con piñones. El sabor del sujeonggwa es un poco picante y especiado, y al mismo tiempo dulce. Se sirve frío, a menudo en una ponchera, y es de color marrón rojizo oscuro.
El sujeonggwa suele servirse en ocasiones especiales, como bodas. También está ampliamente disponible en lata. Suele tomarse como postre, de la misma forma que el sikhye.